# Вулиця Юрія Кондратюка (Дніпро)
Вулиця Юрія Кондратюка — одна з головних вулиць Діївки, вулиця, що є межею багатоповерхових мікрорайонів Червоний Камінь й Покровський у Новокодацькому районі, на заході міста Дніпро.
Має напрям з півдня на північ від Заводської Набережної у Дніпровських плавнів до верхнього плато. Вулиця рівнинна до Брянського провулку після чого починає підійматися угору до наступної тераси від перехрестя з Колективною вулицею; підйом відновлюється після шляхопроводу над залізницею.
Ділянка вулиці Кондратюка від Заводської Набережної до Великої Діївської вулиці є торговим й суспільним центром Діївського макрорайону. На перетині з Великою Діївської розташована станція метро «Покровська». У кінці вулиця Кондратюка продовжується дорогою у лісонасадженні до колишньої залізничної станції Войцехове.
Довжина вулиці — 4300 метрів. Підйом від початку до кінця — 130 метрів.

## Історія
Радянська влада більшовиків перейменувала вулицю на Комунарівську.

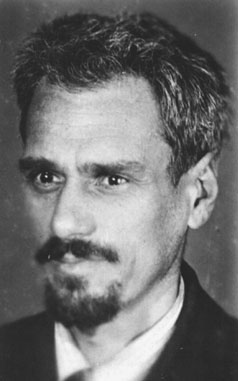
Юрій Кондратюк (Олександр Шаргей)

2015 року перейменована на честь видатного українського дослідника космосу й ракетних польотів Юрія Кондратюка (справжнє ім'я Олександр Шаргей), закатованого Сталінським режимом.

## Будівлі
- № 2а — ресторан швидкого обслуговування «МакДональдс»,
- № 5а — «Правобережний» ринок,
- № 9 — дитячий садок № 96 «Теремок»,
- № 10 — поштове відділення 49128,
- № 17 — Палац творчості дітей та юнацтва Новокодацького району,
- № 108 — Виконавча служба Новокодацького району,
- № 143а — Пожежна частина № 4,
- № 264 — середня школа № 84; Дільничний пункт Новокодацького відділення поліції,
- № 266 — дитячі ясла-сад № 235,
- № 268 — Меблевий цех «Ніка-Меблі».

## Перехресні вулиці
- Заводська Набережна,
- Велика Діївська вулиця,
- Водостічна вулиця,
- Сталеварівська вулиця,
- Брянський провулок,
- Чорногірська вулиця,
- Малахітовий провулок,
- Колективна вулиця,
- Німанський провулок,
- Тюменський провулок,
- вулиця Ватутіна,
- Фронтовий провулок,
- Зенітний провулок,
- Фронтова вулиця,
- Гайдамацька вулиця,
- Першотравнева вулиця,
- Валдайський провулок,
- вулиця Данила Сахненка,
- Рудна вулиця,
- Добровільна вулиця,
- Біломорська вулиця,
- Автобусна вулиця,
- Приазовська вулиця,
- вулиця Лисенка,
- Тригірна вулиця,
- Новостепова вулиця,
- Алчевська вулиця.